# Imagine (존 레논의 음반)
《Imagine》는 영국의 음악가 존 레논의 두 번째 솔로 스튜디오 음반으로, 1971년 9월 9일, 애플 레코드를 통해 발매되었다. 이 음반은 레논, 그의 아내 오노 요코, 필 스펙터가 공동 프로듀서를 맡았으며, 전작 《John Lennon/Plastic Ono Band》 (1970년)의 단출한 소규모 편성과는 대조적으로 보다 정교하고 화려한 사운드를 특징으로 한다. 음반의 오프닝 트랙이자 동명의 곡 〈Imagine〉은 레논의 대표곡으로 널리 간주된다.
레논은 1971년 초부터 중반까지 애스콧 사운드 스튜디오, EMI 레코딩 스튜디오, 뉴욕의 레코드 플랜트에서 이 음반을 녹음했다. 녹음에는 비틀즈 시절의 동료였던 조지 해리슨을 비롯해 키보디스트 니키 홉킨스, 베이시스트 클라우스 부어만, 드러머 앨런 화이트와 짐 켈트너 등이 참여했다. 가사에서는 평화, 사랑, 정치, 원초적 비명 치료 경험뿐만 아니라, 개인적인 갈등이 고조된 시기를 반영하여, 전 파트너였던 폴 매카트니를 겨냥한 곡 〈How Do You Sleep?〉도 포함되어 있다. 녹음 세션의 많은 장면이 다큐멘터리 제작을 위해 촬영되었으나, 해당 프로젝트는 폐기되었고, 일부 영상은 1988년 다큐멘터리 영화 《존 레논의 이메진》에 사용되었다. 이후 해당 영상에 기반한 다큐멘터리 《존 & 요코: 어버브 어스 온리 스카이》가 2018년에 공개되었다.
《Imagine》는 평단과 상업 양면에서 큰 성공을 거두었으며, 영국 음반 차트와 미국 빌보드 200 차트 모두에서 1위를 기록했다. 《John Lennon/Plastic Ono Band》와 함께 존 레논의 최고 솔로 음반 중 하나로 평가받는다. 2012년에는 《롤링 스톤》이 선정한 역사상 가장 위대한 음반 500장 목록에서 80위에 올랐다. 이 음반은 여러 차례 재발매되었으며, 2018년에는 《The Ultimate Collection》이라는 제목으로 여섯 장의 디스크로 구성된 박스 세트가 발매되었다. 이 세트에는 미공개 데모와 스튜디오 아웃테이크, 각 곡의 제작 과정을 담은 "에볼루션 다큐멘터리", 분리된 트랙 요소, 서라운드 믹스 등이 포함되어 있다.

## 배경
뉴욕에 머무는 동안, 전 비틀즈 멤버 존 레논과 조지 해리슨은 짧은 즉흥 연주를 함께했고, 이 자리에서 레논은 해리슨에게 자신의 다음 음반에 참여해 달라고 요청했다. 녹음은 일주일 뒤, 레논의 티튼허스트 파크 자택에 위치한 애스콧 사운드 스튜디오에서 시작될 예정이었다. 해리슨은 이에 응했고, 두 사람의 친구이자 베이시스트인 클라우스 부어만을 초대했다.

## 녹음 및 구성
음반 녹음은 5월 24일, 애스콧 사운드 스튜디오에서 시작되었다. 그러나 첫 번째로 녹음된 곡들은 1971년 2월에 애스콧 사운드 스튜디오에서 진행된 레논의 싱글 〈Power to the People〉 세션 중에 녹음된 〈It's So Hard〉와 〈I Don't Want to Be a Soldier〉였다. 1958년 올림픽스의 곡인 〈Well (Baby Please Don't Go)〉의 커버도 2월 16일에 녹음되었으며, 이후 《John Lennon Anthology》에 수록되었다. 레논은 1971년 5월 24일, 본격적인 음반 세션 첫날에 〈I Don't Want to Be a Soldier〉를 다시 녹음하기로 결정했다.
레논은 니키 홉킨스, 애플 레코드 소속 밴드 배드핑거의 멤버들, 앨런 화이트, 짐 켈트너의 도움을 받았다. 조지 해리슨은 여러 곡에서 리드 기타 파트를 맡았다. 레논은 뮤지션들에게 자신이 최근에 작곡한 곡인 〈Imagine〉을 선보였다. 또한 이후 발매된 레논의 곡 〈Aisumasen (I'm Sorry)〉의 데모, 미발표곡 〈San Francisco Bay Blues〉, 그리고 〈I'm the Greatest〉의 데모도 녹음되었다.
레논과 그의 아내 오노 요코는 7월 3일, 뉴욕으로 비행기를 타고 이동하여 다음 날부터 레코드 플랜트에서 음반 작업을 계속했다. 그곳에서 많은 악기 파트들이 재녹음되었으며, 킹 커티스의 스트링과 색소폰 연주도 추가되었다. 레코드 플랜트에서 완성된 곡들은 〈It's So Hard〉, 〈I Don't Want to Be a Soldier〉, 그리고 〈How Do You Sleep?〉이다. 레논의 이전 음반과 마찬가지로, 필 스펙터가 레논과 오노 요코와 함께 《Imagine》의 공동 프로듀서로 참여했다. 음반의 스트링 편곡은 토리 지토가 맡았다.
“”

## 커버 아트
앞면과 뒷면 커버 사진은 오노 요코가 폴라로이드 카메라로 촬영한 것이다.  앞면 커버가 앤디 워홀이 찍은 것으로 알려졌으나 이는 사실이 아닌 것으로 밝혀졌다. 뒷면 커버에는 오노의 저서 《Grapefruit》에서 발췌한 인용문("Imagine the clouds dripping. Dig a hole in your garden to put them in.(구름이 뚝뚝 떨어진다고 상상해 보라. 그것들을 넣기 위해 당신의 정원에 구멍을 파라.)")이 실려 있는데, 이는 당시 레논 부부가 홍보 중이던 영국 재발매판과 관련이 있다. 음반의 초판에는 피아노 앞에 앉은 레논의 포스터와 엽서 두 장도 포함되어 있었다. 대부분 애플 레코드 음반 라벨에 사용되는 전형적인 녹색 사과 그림 대신, A면에는 흑백으로 처리된 레논의 얼굴 사진이 사용되었다.

## 평가
| 평가 점수                     | 평가 점수 |
| 출처                          | 점수      |
| ----------------------------- | --------- |
| AllMusic                      | [ 12 ]    |
| Christgau's Record Guide      | A         |
| Encyclopedia of Popular Music | [ 14 ]    |
| The Great Rock Discography    | 9/10      |
| Mojo                          | [ 15 ]    |
| MusicHound Rock               | 4/5       |
| Paste                         | [ 17 ]    |
| Q                             | [ 18 ]    |
| The Rolling Stone Album Guide | [ 19 ]    |
| Uncut                         | [ 20 ]    |

1971년 《롤링 스톤》에서 이 음반을 리뷰한 벤 거슨은 《Imagine》이 "상당 부분 훌륭한 음악을 담고 있다"고 평가하면서도, 레논의 전작이 더 우수하다고 보았다. 그는 또한 레논의 "과시적 태도들이 곧 지루할 뿐 아니라 무의미하게 느껴질 가능성"에 대해 경고했다. 《NME》의 앨런 스미스는 이 음반을 "훌륭하다", "아름답다"라고 극찬하며, "최근의 적나라한 자기 고백에서 오는 냉기에서 한 걸음 떨어졌지만, 타협 없는 대중성이라는 방향으로는 거대한 도약"이라고 평했다. 그는 이 음반이 "레논이 매카트니에게 어떻게 음악의 군살을 덜고 가치 있게 만들 수 있는지를 보여주는 작품"이라며, "레논은 정상에 있다!"고 결론지었다. 《멜로디 메이커》의 로이 홀링워스는 《Imagine》을 그 해 최고의 음반이자, 당시까지 레논의 가장 뛰어난 작품으로 꼽았다.
《Imagine》는 미국 전역의 평론가들을 대상으로 한 《빌리지 보이스》의 연례 설문 조사인 패즈 & 잡에서 1971년 최고의 음반 5위로 선정되었다. 또한 라디오 룩셈부르크와 《레코드 월드》가 실시한 투표에서는 "올해의 음반"으로 뽑혔다. 자신의 패즈 & 잡 투표에서 이 음반을 5위에 올린 로버트 크리스트가우는 1981년 출간된 저서 《Christgau's Record Guide: Rock Albums of the Seventies》에서 이 음반을 "원초적 감성이 팝으로, 개인적이면서도 유용하다"고 평가했다.
2012년 《Imagine》은 《롤링 스톤》이 선정한 역사상 가장 위대한 음반 500장 목록에서 80위에 올랐다. 그러나 2020년 판에서는 223위로 떨어졌다.

## 곡 목록
모든 곡들은 특별한 언급이 없는 한 존 레논에 의해 작사/작곡하였다.
| #  | 제목                                                      | 작사·작곡       | 재생 시간 |
| -- | --------------------------------------------------------- | --------------- | --------- |
| 1. | 〈Imagine〉                                               | 레논, 오노 요코 | 3:08      |
| 2. | 〈Crippled Inside〉                                       |                 | 3:47      |
| 3. | 〈Jealous Guy〉                                           |                 | 4:14      |
| 4. | 〈It's So Hard〉                                          |                 | 2:25      |
| 5. | 〈I Don't Want to Be a Soldier, Mama, I Don’t Wanna Die〉 |                 | 6:05      |

| #   | 제목                  | 작사·작곡  | 재생 시간 |
| --- | --------------------- | ---------- | --------- |
| 6.  | 〈Gimme Some Truth〉  |            | 3:16      |
| 7.  | 〈Oh My Love〉        | 레논, 오노 | 2:50      |
| 8.  | 〈How Do You Sleep?〉 |            | 5:36      |
| 9.  | 〈How?〉              |            | 3:43      |
| 10. | 〈Oh Yoko!〉          |            | 4:20      |

## 차트
| 차트 (1971–72년)                       | 순위 |
| -------------------------------------- | ---- |
| Australian Kent Music Report Chart     | 1    |
| Canadian RPM Albums Chart              | 2    |
| Dutch Mega Albums Chart                | 1    |
| Japanese Oricon LPs Chart              | 1    |
| Norwegian VG-lista Albums Chart        | 1    |
| UK Albums Chart                        | 1    |
| US Billboard 200                       | 1    |
| West German Media Control Albums Chart | 10   |

| 차트 (1971년)           | 순위 |
| ----------------------- | ---- |
| Dutch Albums Chart      | 9    |
| 차트 (1972년)           | 순위 |
| Australian Albums Chart | 13   |
| Dutch Albums Chart      | 30   |
| Japanese Albums Chart   | 13   |
| 차트 (1981년)           | 순위 |
| Dutch Albums Chart      | 99   |
| UK Albums Chart         | 73   |

## 인증
| 국가                                                                                         | 인증        | 판매량/출하량 |
| -------------------------------------------------------------------------------------------- | ----------- | ------------- |
| 이탈리아 (FIMI)                                                                              | 골드        | 25,000        |
| 영국 (BPI)                                                                                   | 골드        | 100,000*      |
| 미국 (RIAA)                                                                                  | 2× 플래티넘 | 2,000,000^    |
| *판매량을 기반으로 한 인증 · ^출하량을 기반으로 한 인증 · 판매량+스트리밍을 기반으로 한 인증 |             |               |